# سالن ورزشی لاسلو پاپ بوداپست
سالن ورزشی لاسلو پاپ بوداپست (مجاری: Papp László Budapest Sportaréna) یک سالن سرپوشیده ورزشی در شهر بوداپست، مجارستان است.
این ورزشگاه که در سال ۲۰۰۳ تأسیس شده دارای ۱۲۵۰۰ نفر ظرفیت می‌باشد.